# Barbara Stewart
Barbara Stewart   (Wairoa, 23 de febrer de 1952 - 2 de juny de 2024) va ser una política neozelandesa que va ser diputada de la Cambra de Representants de Nova Zelanda des de les eleccions de 2011 fins al 2017, i prèviament entre les eleccions de 2002 i 2008. Era membre de Nova Zelanda Primer.

## Inicis
Stewart va néixer el 1952 a Wairoa, un poble de la regió de Hawke's Bay. Va anar a la Universitat de Waikato on es graduà amb un grau en educació i un grau en administració.
Va ser professora d'educació primària a Hamilton i secundària a Auckland entre 1973 i 1978. Entre 1978 i 1983 treballà a Cambridge, Waikato on establiria el seu propi negoci. Treballà pel Departament de Labor a Palmerston North i Wellington entre 1983 i 1985. Entre l'abril de 1985 i 1994 treballà per Quality Bakers NZ Ltd a Palmerston North i Auckland. També treballaria per la indústria làctia neozelandesa entre el 1994 i 2002.

## Diputada
| Parlament de Nova Zelanda |       |                |        |           |
| Anys                      | Leg.  | Circumscripció | Llista | Partit    |
| 2002-2005                 | 47    | Llista         | 6      | NZ Primer |
| 2005-2008                 | 48    | Llista         | 6      | NZ Primer |
|                           |       |                |        |           |
| 2011-2017                 | 50-51 | Llista         | 5      | NZ Primer |

En les eleccions de 2002 fou elegida per Nova Zelanda Primer com a diputada de llista al trobar-se sisena en la llista electoral d'aquest partit.
Es trobava sisena de nou en les eleccions de 2005. Fou elegida per Nova Zelanda Primer com a diputada de llista de nou.
Stewart fou la candidata pel partit a la circumscripció electoral de Waikato per a les eleccions de 2008. Quedà en quart lloc amb el 4,27% del vot. Es trobava cinquena en la llista del partit però no fou elegida, ja que el partit no aconseguí passar la barrera electoral del 5%.
En les eleccions de 2011 es trobava cinquena en la llista electoral i fou candidata de nou a Waikato. De nou quedà quarta a Waikato, en aquesta ocasió rebent el 5,15% del vot. En aquestes eleccions el partit va rebre el 6,59% del vot i Stewart fou elegida. Degut a la defunció del seu marit, Stewart va anunciar que ja no es presentaria a les eleccions de 2017.